# Judy Grinham

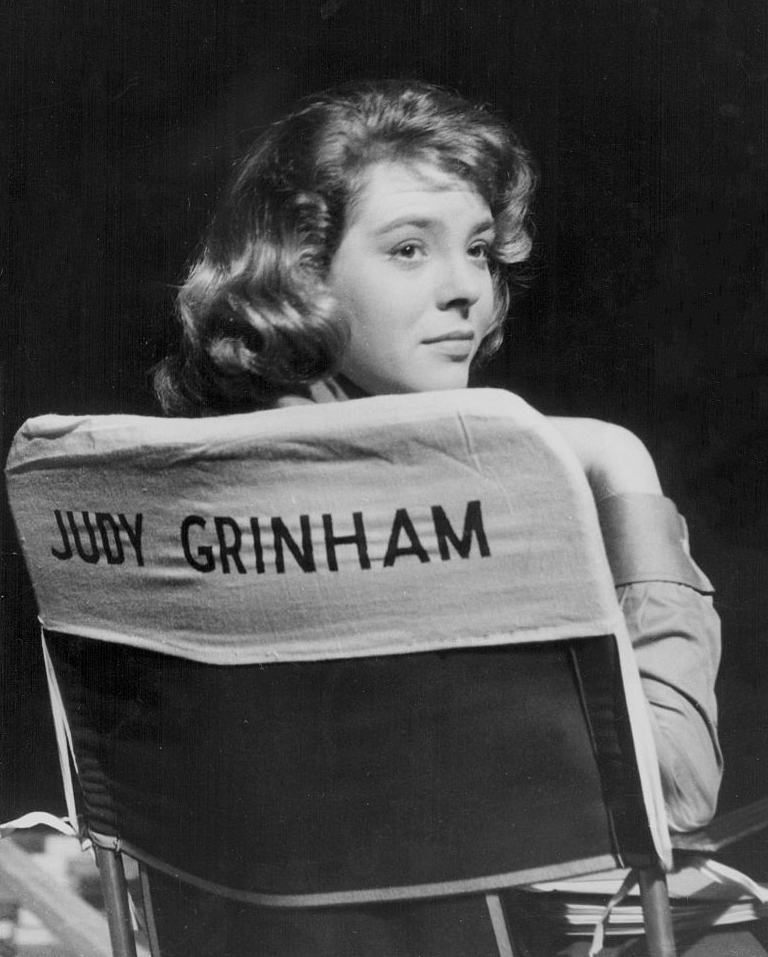
Judith em 1958.

Judith Brenda Grinham (-Rowley, -Roe)  (Londres, 5 de março de 1939) é uma ex-nadadora britânica.
Conquistou uma medalha de ouro nos Jogos Olímpicos de Melbourne em 1956.
Bateu o recorde mundial dos 100 metros costas em 1956.